# Bezzia yasumatsui
Bezzia yasumatsui är en tvåvingeart som beskrevs av Wirth och Ratanaworabhan 1981. Bezzia yasumatsui ingår i släktet Bezzia och familjen svidknott.
Artens utbredningsområde är Thailand. Inga underarter finns listade i Catalogue of Life.